# Oldenlandia sclerophylla
Oldenlandia sclerophylla är en måreväxtart som beskrevs av Cornelis Eliza Bertus Bremekamp. Oldenlandia sclerophylla ingår i släktet Oldenlandia och familjen måreväxter. IUCN kategoriserar arten globalt som otillräckligt studerad.
Artens utbredningsområde är Mali. Inga underarter finns listade i Catalogue of Life.